# Establiments de Jaca

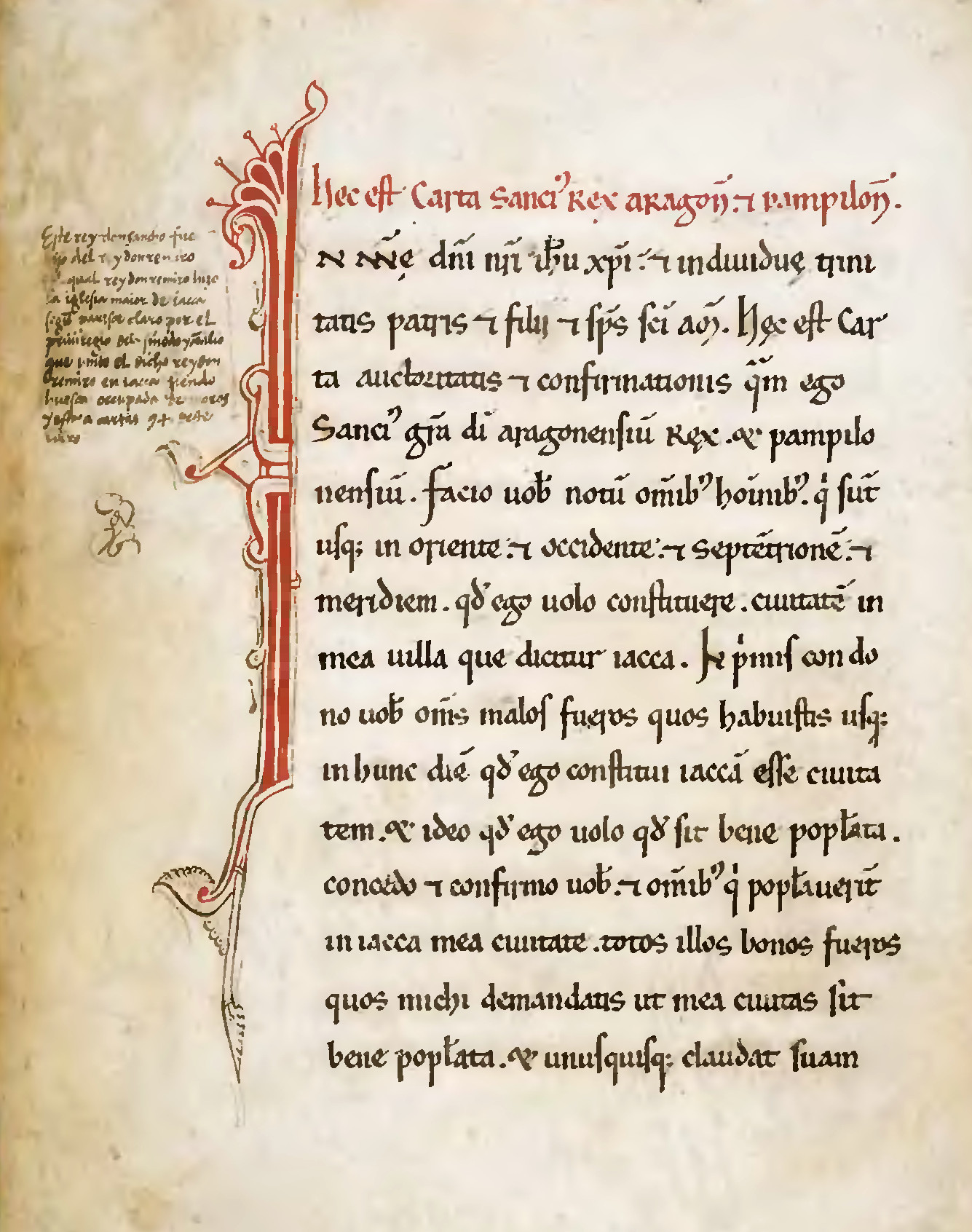
Libro de la Cadena del Concejo de Jaca. Còpia del segle XIII. Ajuntamento de Jaca. Arxiu Municipal.

Els Establiments de Jaca (en aragonès: Establimentz de Chaca / Establimentz de Jaca) són els documents en els quals s'aprovaven els establiments o observances de la ciutat de Jaca durant el segle xiii. Probablement foren redactats entre el 1220 i el 1238, sent novament renovats el 1336. Estan continguts en el Llibre de la Cadena de Jaca. Els escrits estan redactats en occità en la varietat dialectal gascona, amb algunes influències de l'aragonès i el català:

## Exemples
Els tres primers Establimentz:
| \| « \| 1. Tot primerament devedaren che null homen habitador de Iacca, ni estrani, no porte contel, ni neguna altra arma entz en la villa de Iacca, ni en sas poblations, si no es entran et exin de Iacca con bon entendement. \| » \| | |   |
| | |   |
| « | 1. Tot primerament devedaren che null homen habitador de Iacca, ni estrani, no porte contel, ni neguna altra arma entz en la villa de Iacca, ni en sas poblations, si no es entran et exin de Iacca con bon entendement. | » |

| \| « \| 2. Stabliren demas che tot homen de Iacca, ni habitador, qui portaria contel, ni nulla altra arma entz en la villa de Iacca, ni en sas poblations, si no es entran et exin de Iacca, a tantas vegadas quantas los iuratz las trobaran portan, a tantas vegadas done V solidos de Iacches als iurats de Iacca: los chals V solidos sian obs de la closon de la villa; et achestos V solidos demanden los iurats, els prengan \| » \| | |   |
| | |   |
| « | 2. Stabliren demas che tot homen de Iacca, ni habitador, qui portaria contel, ni nulla altra arma entz en la villa de Iacca, ni en sas poblations, si no es entran et exin de Iacca, a tantas vegadas quantas los iuratz las trobaran portan, a tantas vegadas done V solidos de Iacches als iurats de Iacca: los chals V solidos sian obs de la closon de la villa; et achestos V solidos demanden los iurats, els prengan | » |

| \| « \| 3. E si achel hom no podía los solidos aver o dar nols volia entro a cap de XV dias, chel metan los iuratz en la carter, e eston hy V dias. \| » \| | |   |
| | |   |
| « | 3. E si achel hom no podía los solidos aver o dar nols volia entro a cap de XV dias, chel metan los iuratz en la carter, e eston hy V dias. | » |